# 제시 카마이클
제시 로열 카마이클(Jesse Royal Carmichael, 1979년 4월 2일 ~ )은 미국 콜로라도주 볼더 출신의 키보디스트이다. 미국의 팝 록 밴드 마룬 5의 키보디스트, 기타리스트, 백 보컬리스트로 잘 알려져 있다. 또한 "1863 보관됨 2014-12-16 - 웨이백 머신"이라는 예명으로 솔로 활동을 하고 있다.

## 생애
제시 카마이클은 미국 콜로라도주 볼더에서 태어났다. 그의 아버지는 마룬 5의 투어 사진을 찍기도 하는 사진가 밥 카마이클(Bob Carmichael)이며, 애니(Annie)라는 이름의 여동생이 있다. 중학교 시절 처음 기타를 연주하기 시작하였으며, 카라스 플라워스를 결성하여 리프라이즈 레코드에서 The Fourth World라는 이름의 정규 음반을 발매한다. 그 후 그는 애덤 리바인과 함께 파이브 타운스 대학(Five Towns College)에 입학하는데, 그 곳에서 키보드를 연주하기 시작한다.
로스앤젤레스로 돌아와 다시 뭉친 카라스 플라워스의 애덤 리바인, 제시 카마이클, 미키 매든과 라이언 두식은 기타리스트 제임스 밸런타인을 영입한 뒤 마룬 5를 결성한다.
2012년 3월 9일, 그는 음악과 치유 미술 공부를 위해서 일시적으로 활동을 중단한다고 밝혔다.
 하지만 2012년 10월 10일에 말하길 Overexposed Tour가 끝난 후 다섯 번째 정규 음반 녹음과 동시에 돌아올 것이라고 밝혔으며, 2014년 6월에 공식적으로 밴드로 복귀하였다. 지난 공백기 기간에는 투어 키보디스트였던 PJ 모턴이 빈 자리를 임시로 대체하였다. 2014년 9월에 V가 발매되었으며, 제시 카마이클의 복귀와 PJ 모턴의 정규 구성원화로 마룬 5가 여섯 명이 되었다.
또한 제시 카마이클은 "1863 보관됨 2019-08-27 - 웨이백 머신"이라는 솔로 프로젝트를 하고 있기도 하다.

## 학력
- 브렌우드학교(Brentwood School)
- 파이브 타운스 대학(Five Towns College)

## 음반 목록

### 솔로 활동: 1863
- EP Four Songs (2012)

### 프로듀싱
- Sara Bareilles; Careful Confessions (2004) – "Come Round Soon"

### 피처링
| 곡명   | 연도 | 수록 음반 | 음악가  |
| ------ | ---- | --------- | ------- |
| "Home" | 2010 | Ry Cuming | 리 커밍 |